# Empire (игра, 1973)
Empíre (в переводе с англ. — «Империя») — компьютерная игра для системы PLATO, созданная в 1973 году Джоном Далеске. Игра с большой долей вероятности является первой в жанре сетевого многопользовательского шутера, а также одним из первых сетевых компьютерных экшенов. Так как точная дата выхода игры неизвестна, первым сетевым экшеном может считаться Maze War, также появившаяся в 1973 году. Впоследствии Джим Боуэри в интервью говорил, что именно Empire вдохновила его на создание первого трёхмерного многопользовательского шутера Spasim.

## История создания
Первая версия игры, Empire I, была написана Джоном Далеске на языке TUTOR в рамках выполнения курсовой работы весной 1973 года, когда он учился в Университете штата Айова. Силас Уорнер предоставил ему дисковое пространство (называемое «учебным пространством» в терминологии PLATO). Первая версия представляла собой пошаговую стратегию для восьми человек. У каждого игрока были корабли, индустрия и бюджет. Игрокам требовалось управлять бюджетом и индустрией, чтобы создавать больше кораблей, а также превращать материалы в товары и торговать.
Осенью того же года была создана вторая версия игры, Empire II, которая значительно изменилась и стала более ориентированной на тактику. Каждый игрок управлял космическим кораблём и мог стрелять в других торпедами. Количество возможных игроков увеличилось до пятидесяти. Однако Силасу Уорнеру больше нравилась предыдущая версия, и с разрешения Джона Далеске он возродил её под именем Conquest. В 1982 году Джеф Посканзер создал Conquest для компьютеров VAX/VMS. К концу 90-х годов Conquest всё ещё можно было найти на системах NovaNET PLATO.
К концу года Далеске снова переписывает игру, дав ей название Empire III. Он оптимизировал программный код, а также значительно улучшил физику; кроме того, теперь корабль игрока постоянно отображался посередине тактического экрана. В игре могли участвовать до семи команд и пятидесяти игроков; кроме того, игроки могли присоединиться к восьмой команде «разбойников» действовать самостоятельно.
В 1976 году команда разработчиков под руководством Чака Миллера и Гэри Фритца, в которую также входит Джон Далеске и Джим Бэттин, внесли значительные изменения в программный код игры. В 1977 году они выпустили Empire IV, в которой поддерживалась возможность обмена текстовыми сообщениями между игроками в чате. В 1981 Стив Пелц создал турнирную версию игры; стали проводиться ежегодные турниры.
Empire была очень популярна: согласно анализу лог-файлов системы PLATO, находящейся в CERL, который был выполнен Иллинойсским университетом в Урбане-Шампейне, с 1978 по 1985 год пользователи провели в игре примерно 300 000 часов. В Empire всё ещё играют на сайте www.cyber1.org.
По мотивам Empire были созданы другие игры, такие как Trek82, Trek83, ROBOTREK, Xtrek и Netrek.

## Цель игры и игровой процесс
Хотя терминалы PLATO имели тач-панели для ввода данных, у них отсутствовал манипулятор, поэтому управление в игре осуществлялось путём набора текста. Команды для смены курса или стрельбы вводились в градусах: 0 означал правую сторону, 90 — верх, 270 — низ. Кнопки также могли использоваться со «стрелками». К терминалам были подключены монохромные дисплеи с разрешением 512x512 пикселов; для отображения графики можно было загружать специальный набор символов.
Задача игры — завоевать галактику, в которую входит 25 планет. На планетах проживают представители четырёх рас вселенной «Звёздного пути»: представители Федерации, орионцы, ромулане и клингоны. Перед выходом игры название четвёртой расы было изменено на казари, так как авторы боялись обвинения в нарушении авторских прав. В 1991 году в версии игры для NovaNET было возвращено изначальное название.
Каждая команда получает домашнюю планетарную систему: три планеты, расположенные рядом. Между домашними системами каждой команды располагается по два нейтральных мира; кроме того, пять нейтральных миров находится в середине галактики. Общее для всех игровое поле имеет размер в несколько игровых экранов. На каждой планете, принадлежащей игрокам, изначально находится 50 армий, а на нейтральных планетах — по 25. Каждый игрок управляет космическим кораблём и сражается с другими кораблями, а также уничтожает вражеские армии, сбрасывая на них бомбы. Свои армии игрок может телепортировать на корабль, чтобы затем перевезти их и телепортировать на вражескую планету для её захвата. Корабли разных рас имеют небольшие отличия: корабли орионцев имеют самое слабое оружие, но самые быстрые; у ромулан самое сильное оружие, но самые низкие скорости; корабли Федерации и казари имеют умеренную силу оружия и скорость. На кораблях установлено два типа вооружения: фазеры и фотонные торпеды. Фазеры наносят урон мгновенно, тогда как торпедам требуется некоторое время, чтобы достичь цели; кроме того, от них можно увернуться, и их можно детонировать до встречи с целью. Когда игрок погибает, он возрождается с новым кораблём в своей домашней системе или в любой другой захваченной системе.
Помимо этого, корабли имели ограниченный запас топлива, который медленно восполнялся. Так, полёт на предельной скорости полностью расходовал запас топлива за несколько минут. Выход на орбиту дружественной планеты повышал скорость восполнения топлива.
Хотя Empire является экшеном, игровой процесс может быть достаточно медленным. Так, полёт от домашней системы до вражеской может занять от одной до двух минут, а высадка пятидесяти армий на планету — от пяти до десяти. Игра занимает несколько часов или даже дней, при этом одни игроки сменяли других. Однако во время воздушных сражений игроки могли нажимать до двадцати клавиш в секунду, отдавая команды (то есть так часто, как их могла обрабатывать система).
Терминалы PLATO были соединены с хостом каналом со скоростью 1200 бод. Кроме того, частота обновления экрана, на котором отображалось множество кораблей и торпед, могла составлять 1-2 секунды. Игроки могли решать, как часто их дисплей будет обновляться, но не могли откладывать это действие больше, чем на 10 секунд, и не могли отдать более определённого количества команд до следующего обновления. Позиция корабля пересчитывалась только тогда, когда его владелец обновлял экран, поэтому корабли могли «прыгать» (выполнять так называемые «гиперпрыжки»). Местоположение торпед пересчитывалось, когда любой участвующий игрок обновлял свой экран, поэтому их перемещение было фактически непрерывным. Относительно простая игровая механика, обусловленная ограничениями аппаратного обеспечения, добавила игре стратегической глубины.